# Carminibotys carminalis
Carminibotys carminalis är en fjärilsart som beskrevs av Caradja 1925. Carminibotys carminalis ingår i släktet Carminibotys och familjen Crambidae. Inga underarter finns listade i Catalogue of Life.